# Scarborough—Agincourt (circonscription provinciale)
Circonscription électorale provinciale du Canada
Scarborough—Agincourt est une circonscription provinciale de l'Ontario représentée à l'Assemblée législative de l'Ontario depuis 1987.

## Géographie
La circonscription est située dans le sud de l'Ontario, plus précisément dans la région de Toronto. Elle consiste à une portion nord-ouest de la ville de Scarborough.
Les circonscriptions limitrophes sont Don Valley-Est, Markham—Thornhill, Scarborough-Centre, Scarborough-Nord.

## Historique
| Législature                                                     | Années       | Député   | Député         | Parti                     |
| --------------------------------------------------------------- | ------------ | -------- | -------------- | ------------------------- |
| Scarborough—Agincourt Circonscription issue de Scarborough-Nord |              |          |                |                           |
| 34e                                                             | 1987-1990    |          | Gerry Phillips | Libéral                   |
| 35e                                                             | 1990-1995    |          | Gerry Phillips | Libéral                   |
| 36e                                                             | 1995-1999    |          | Gerry Phillips | Libéral                   |
| 37e                                                             | 1999-2003    |          | Gerry Phillips | Libéral                   |
| 38e                                                             | 2003-2007    |          | Gerry Phillips | Libéral                   |
| 39e                                                             | 2007-2011    |          | Gerry Phillips | Libéral                   |
| 40e                                                             | 2011-2014    | Soo Wong |                | Libéral                   |
| 41e                                                             | 2014-2018    | Soo Wong |                | Libéral                   |
| 42e                                                             | 2018-2022    |          | Aris Babikian  | Progressiste-conservateur |
| 43e                                                             | 2022–Présent |          | Aris Babikian  | Progressiste-conservateur |

## Circonscription fédérale
Depuis les élections provinciales ontariennes du 4 octobre 2007, l'ensemble des circonscriptions provinciales et des circonscriptions fédérales sont identiques.